# Henri Cassini
För andra betydelser, se Cassini (olika betydelser).

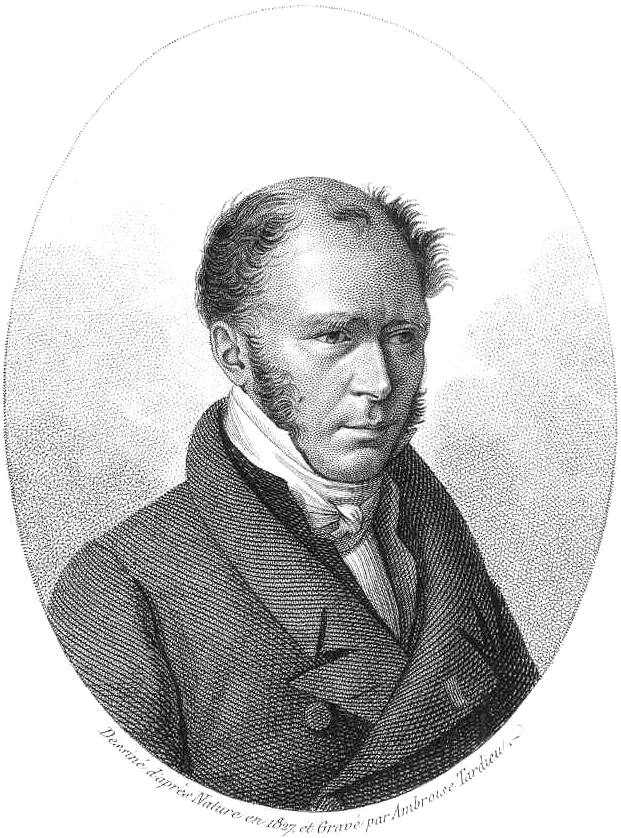
Henri Cassini, gravyr av Ambroise Tardieu, 1827.

Alexandre Henri Gabriel vicomte de Cassini, född 9 maj 1781, död 16 april 1832, var en fransk botaniker och naturforskare, specialiserad på solros-familjen (Asteraceae). 
Cassini namngav många gömfröväxter och nya släkter i solrosfamiljen, många av dem nordamerikanska. Cassini publicerade bland annat 65 artiklar mellan 1812 och 1821. Släktet Cassinia namngavs tilli Cassinis ära av botanikern Robert Brown.